# Вампірські хроніки
Вампірські хроніки (англ. The Vampire Chronicles) — серія фантастичних романів американської письменниці Енн Райс, в якій розповідається історія життя вигаданого персонажа вампіра Лестата де Ліонкура. Серія вважається однією з найкращих про вампірів.
У серпні 2014 року компанії Universal Studios та Imagine Entertainment придбали права на екранізацію саги.

## Романи

### Вампірські хроніки
- Інтерв'ю з вампіром  (1976)
- Вампір Лестат  (1985)
- Королева проклятих  (1988)
- Історія викрадача тіл  (1992)
- Мемнох-диявол  (1995)
- Вампір Арман  (1998)
- Меррик  (2000)
- Кров і золото  (2001)
- Чорна камея  (2002)
- Кривавий гімн  (2003)
- Принц Лестат  (2014 року)
- Принц Лестат і царства Атлантиди (2016)

### Нові вампірські хроніки
- Пандора  (1998)
- Вітторіо-вампір  (1999)

### Мейфейрські відьми
Серії «Вампірських хронік» і іншого творіння Райс «Мейфейрські відьми» мають перехресний сюжет, що робить «Мейфейрських відьом» частиною світу «Вампірських хронік».
- Година відьомства  (1990)
- Лешер  (1993)
- Талтос  (1994)
- Меррик  (2000)
- Чорна камея  (2002)
- Кривавий гімн  (2003)